# مامي شيلدز بايل
ماري «مامي» شيلدز بايل (28 فبراير 1866 - 22 ديسمبر 1949) كانت داعيةً إلى حق النساء في التصويت في ولاية داكوتا الجنوبية الأمريكية. كان لها أيضًا دور فعال في تشريع الدولة لحق النساء في التصويت في عام 1918.
عقب استفتاء فاشل في عام 1910 متعلق بحق النساء في التصويت، أصبحت بايل قائدة منظمة داكوتا الجنوبية لحق الانتخاب العام. ثم قادت المنظمة عبر عدة محاولات لتمرير استفتاءات في الولايات، ما أدى لخفض هامش الهزيمة بمرور الوقت إلى أن أصبح حق النساء في التصويت جزءًا من تعديل المواطنة، وأُقر في نهاية المطاف في عام 1918. ظلت بايل رئيسةً لمنظمة داكوتا الجنوبية لحق الانتخاب العام عبر تصديق الدولة على التعديل التاسع عشر في العام التالي. ثم أصبحت رئيسة لفرع الدولة لعصبة الناخبات. كانت بايل واحدة من أوائل النساء اللاتي أصبحن ناخبات رئاسيات عام 1921.
بعيدًا عن حق التصويت، أيدت بايل التعديل المقترح للمساواة في الحقوق. آمنت أيضًا بالتعليم وعملت على إنشاء كلية هورون في مدينة هورون، داكوتا الجنوبية، وكانت وصيةً عليها لأكثر من أربعين عامًا.

## نشأتها
ولدت ماري «مامي» إيزابيلا شيلدز في 28 فبراير عام 1866، في أورانج، نيو جيرسي، لوالديها هيو بّي. وجيني شيلدز (أوفريند قبل الزواج). التحق والدها هيو بّي. شيلدز بالجيش في الحرب الأهلية الأمريكية كموسيقار في فرقة المشاة التطوعية الأولى بولاية نيوجيرسي، وخدم منذ عام 1861 حتى إعفائه من الخدمة بسبب الإعاقة عام 1863. كان لدى هيو بّي. وجيني شيلدز ثلاثة بنات توفيت إحداهن في سن مبكرة. انتقلت عائلة بايل إلى بليزانت غروف، مينيسوتا، حين كانت في السابعة من عمرها.

## حياتها المهنية وزواجها
في عام 1882، انتقلت بايل إلى مدينة بروكينغز في إقليم داكوتا، وعملت معلمة في مدرسة ريفية. بعد سنة واحدة، انتقلت بايل إلى ميلر، إقليم داكوتا، حيث عاش والداها. واصلت التدريس في مقاطعة بيدل، داكوتا الجنوبية، حتى زواجها من المحامي والسياسي جون إل. بايل في عام 1886. انتقل الزوجان من ميلر إلى هورون، إقليم داكوتا، بعد عامين. كان لديهما أربعة أطفال: جون شيلدز (1887-1948)، ومايو (1888-1974)، ونيلي (1889-1961)، وغلاديس (1890-1989). عاشت العائلة في منزل بناه جون إل. بايل في عام 1893. عمل جون إل. بايل ومامي على إحضار جامعة بير إلى هورون، حيث أعيد تسميتها إلى كلية هيرون. انتُخب زوجها نائبًا عامًا لداكوتا الجنوبية عام 1898، وتوفي في عام 1902.

## مطالبتها بحق النساء في التصويت
ألهمت بيل للانضمام إلى حركة الاقتراع بعد ملاحظتها لقيام أحد رؤساء الأحزاب المحلية بجلب العمال المهاجرين للتصويت في يوم الانتخابات. في ذلك الوقت، سمحت داكوتا الجنوبية للرجال غير المواطنين بالتصويت دون النساء. برزت بايل في حركة الاقتراع بعد هزيمة تعديل حق النساء في التصويت لداكوتا الجنوبية في استفتاء في نوفمبر عام 1910. على خلاف غيرها من المطالبين بحق النساء في التصويت في الولاية، لم تكن بايل نشيطةً في حركة الاعتدال، وأكدت على أن الاقتراع والاعتدال ينبغي أن يبقيا قضيتين منفصلتين. نظرًا للحاجة إلى توجه جديد، دعت بايل إلى عقد اتفاقية حق النساء في التصويت في الولاية في عام 1911، وأعادت تسمية جمعية الاقتراع لتصبح منظمة داكوتا الجنوبية لحق الانتخاب العام. حافظت منظمة الانتخاب بقيادة بايل على استقلالها عن المنظمات الوطنية، على الرغم من مشاطرة بايل للعديد من أوجه الشبه والصداقة مع رئيسة الجمعية الوطنية الأمريكية للمطالبة بحق المرأة في الاقتراع كاري تشابمان كات.
خسر استفتاء عام 1914 المتعلق بحق النساء في التصويت بنحو 12 ألف صوت، لكنه شكل تحسنًا بالمقارنة مع استفتاء عام 1910، الذي خسر بنحو 22 ألف صوت. انتخبت المنظمة بايل للمرة الثالثة في نوفمبر عام 1915. إزاء التقدم المُحرز، ضغطت بايل والمنظمة على السلطة التشريعية لتمرير تعديل آخر على حق النساء في التصويت، وهو التعديل الذي سيطرح مرة أخرى للتصويت العام. مررت السلطة التشريعية هذا الإجراء بسهولة، بدعم من الحزبين الجمهوري والديمقراطي في الولاية. فيما يتعلق بالتصويت العام المقرر إجراؤه في نوفمبر عام 1916، غيرت بايل استراتيجيتها من اللجوء للمنظمين المحليين إلى حشد زعماء المقاطعات لتتصل بكل ناخب في الولاية. خسرت بايل والمطالبات بحق النساء في التصويت انتخابات عام 1916، لكنهن خفضن هامش خسارتهن إلى 5000 صوت.

## وصلات خارجية
- مامي شيلدز بايل على موقع فايند أغريف